# Mulga

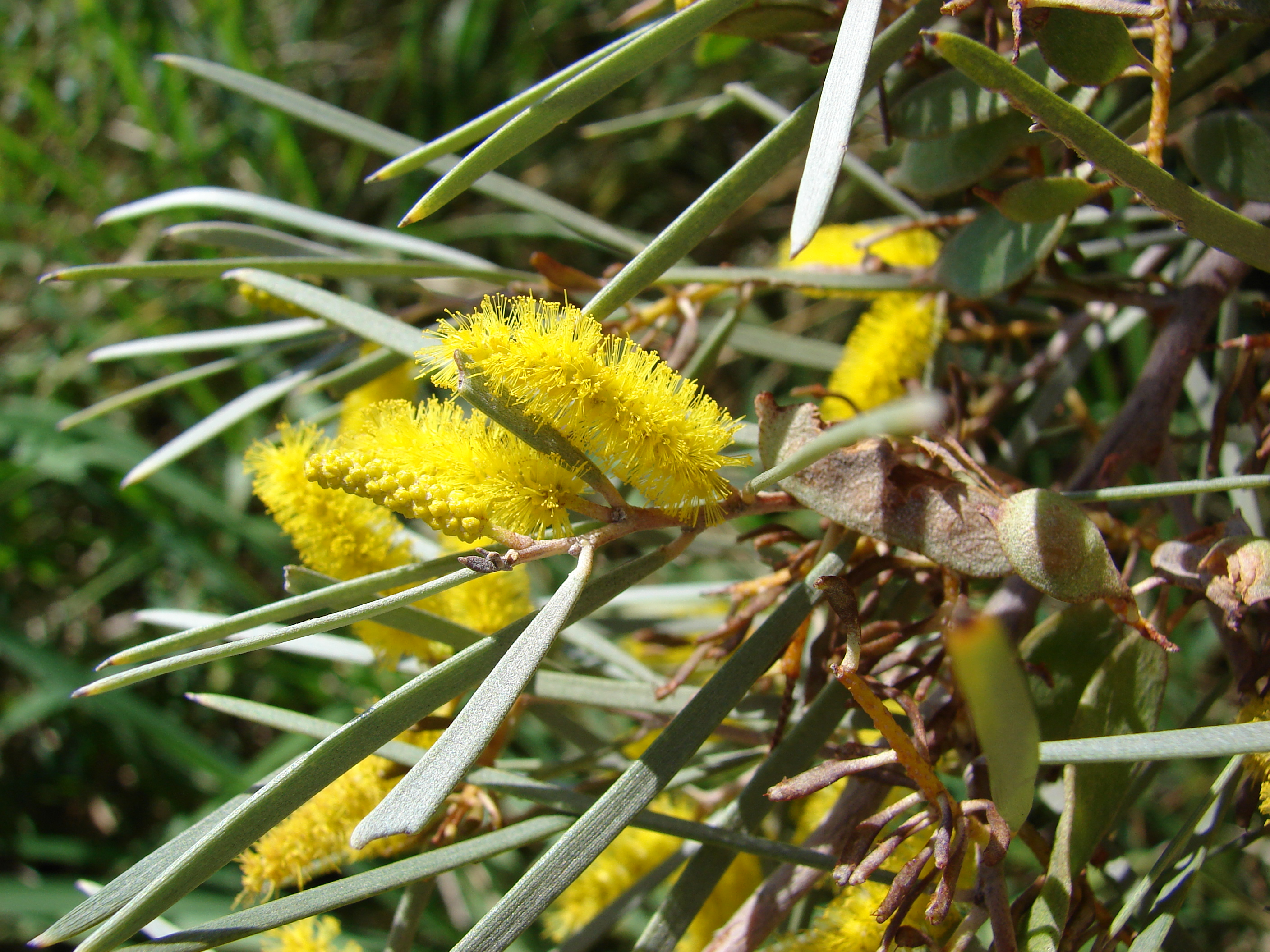
Blütenstände und Phyllodien

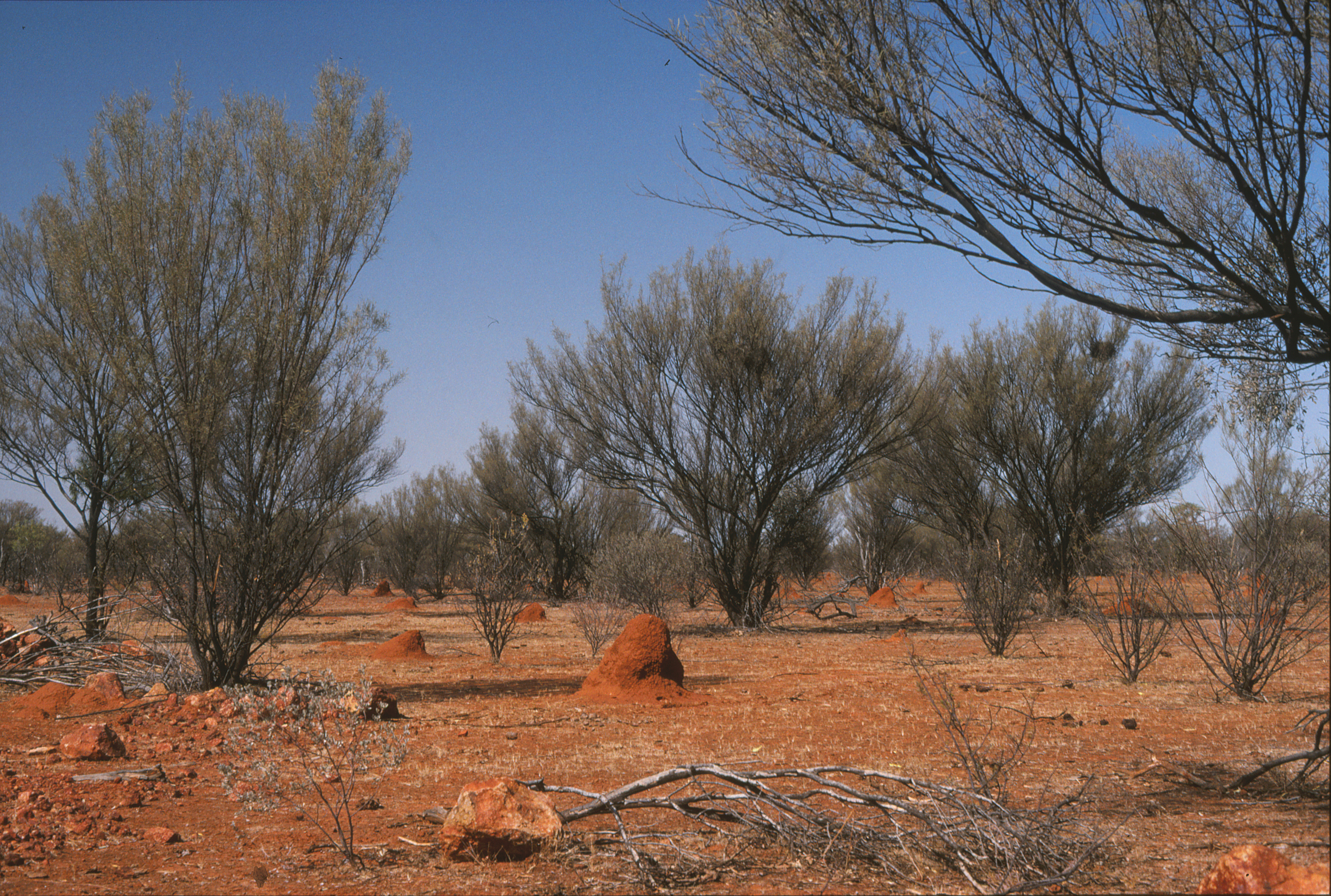
Mulga in Queensland

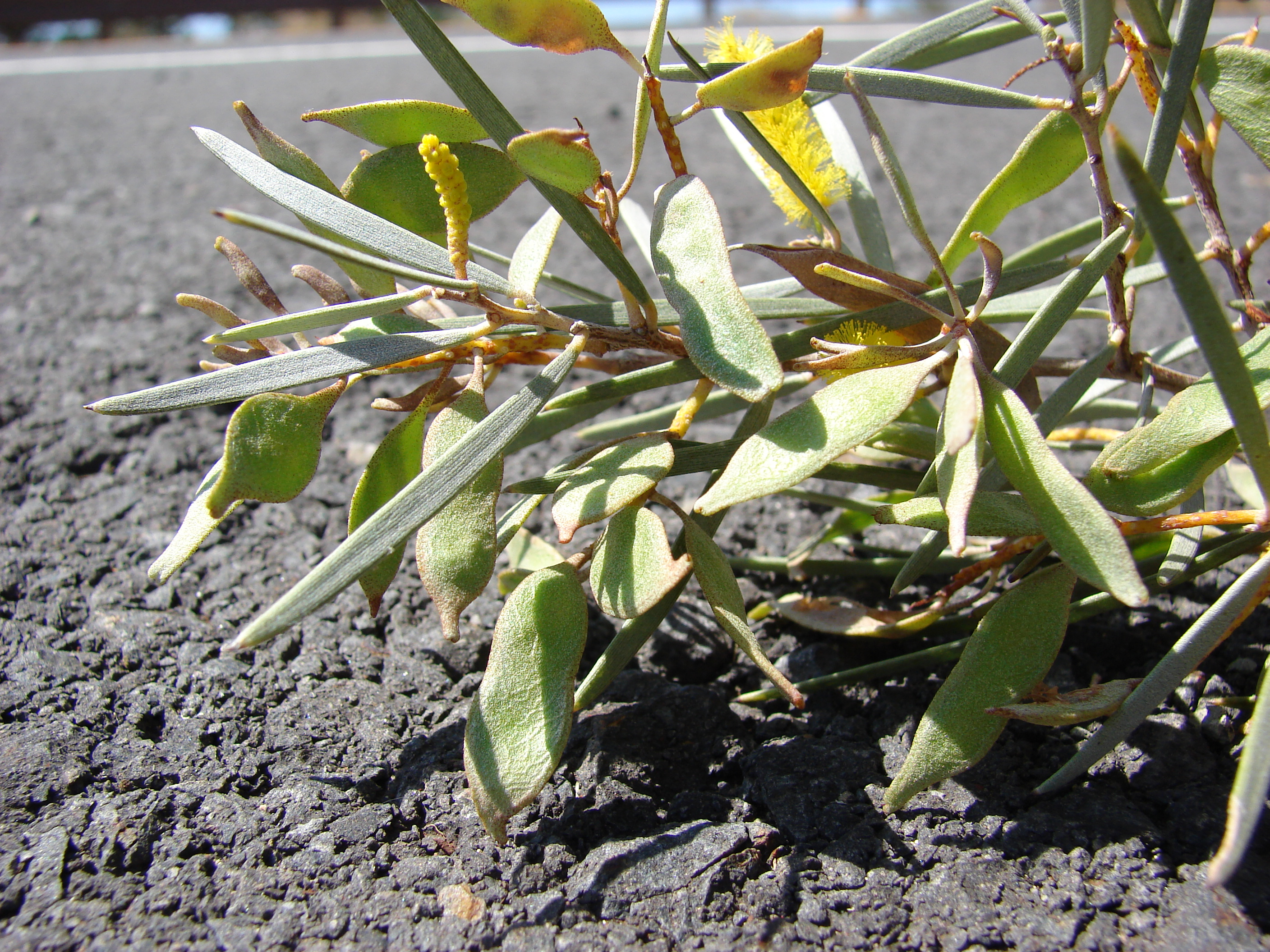
Junge Früchte

Mulga (Acacia aneura) ist eine in Australien endemische Akazien-Art, die zusammen mit anderen Arten rund 1,5 Millionen km² des Landesinneren dominiert. In der Regel wird auch die von ihr dominierte Savanne als Mulga bezeichnet. Auch die Western Australian Mulga Shrublands, ein großes, arides Gebiet, das vom World Wildlife Fund als Ökoregion im Inland Westaustraliens unterhalten wird, ist nach dieser Akazienart benannt.

## Beschreibung
Mulga ist ein Strauch oder auch Baum und wird bis zu 18 Meter hoch. Die Zweige besitzen weiße oder rot-drüsige Haare zwischen harzigen Rippen. Junge Zweige sind dunkelbraun, auch schmutzig schwarzbraun und harzig.
Die Blätter sind zu Phyllodien reduziert (daher rührt auch der Artname aneura = „nervenlos“); diese sind gerade oder gekrümmt, eher flach. Die Länge beträgt 2,5 bis 9 (bis 12,5) Zentimeter bei einer Breite von 0,8 bis 9 Millimetern. Zwischen den längsverlaufenden Nerven sind die Phyllodien angedrückt behaart, manchmal harzig.
Die vielblütigen Blütenstände stehen einzeln achselständig. Die Stiele der Blütenstände sind 3 bis 10 Millimeter lang. Die Ähren sind 7 bis 30 Millimeter lang. Die zwittrigen und sitzenden Blüten sind fünfzählig mit doppelter Blütenhülle. Die Kelchblätter sind spatelförmig oder länglich, 0,5 bis 1,1 Millimeter lang. Die Krone ist 0,9 bis 1,8 Millimeter lang, kahl oder selten behaart. Die langen Staubblätter sind 2 bis 3,5 Millimeter lang. Der Fruchtknoten ist dicht mit schuppenförmigen Haaren besetzt.
Die flachen, ledrigen Hülsen sind bis 10 Zentimeter lang, 7 bis 17 Millimeter breit, flach und gerade. Die Samen sind hart, dunkel, 3 bis 6 Millimeter lang und 2,2 bis 4,5 Millimeter breit mit einem kleinen und weißlichen Arillus.

## Verbreitung
In Australien ist die Art weit verbreitet mit Ausnahme des Bundesstaates Victoria. Hauptsächlich kommt sie südlich des 20. Breitengrades vom Indischen Ozean bis fast zur Great Dividing Range vor, auf lehmigen und sandigen Böden. In Reinbeständen bildet sie offene Wälder, Savannen oder Strauchgehölze. In Eukalyptuswäldern bildet sie oft den Unterwuchs.
Für die von der Mulga dominierte Vegetation siehe Flora Australiens.

## Nutzung
Mulga ist von großer ökonomischer Bedeutung als Viehfutter.
Die Aborigines nutzten die Pflanze vielfach: Die Samen können gemahlen zu Brot verbacken werden, das süße Stammharz und die Insekten-Gallen werden ebenfalls gegessen. Das harte Holz wird zu Bumerangs, Speerschleudern und Kampfschilden verarbeitet.

## Systematik
Es gibt von der Art Mulgabusch (Acacia aneura) mehr als zehn Varietäten:
- Acacia aneura var. aneura
- Acacia aneura var. argentea Pedley
- Acacia aneura var. ayersiana (Maconochie) L.Pedley
- Acacia aneura var. brachystachya (Benth.) Maiden
- Acacia aneura var. conifera B.R.Randell
- Acacia aneura var. fuliginea Pedley
- Acacia aneura var. intermedia Pedley
- Acacia aneura var. latifolia J.M.Black
- Acacia aneura var. macrocarpa B.R.Randell
- Acacia aneura var. major Pedley
- Acacia aneura var. microcarpa Pedley
- Acacia aneura var. pilbarana Pedley
- Acacia aneura var. stenocarpa Benth.
- Acacia aneura var. tenuis Pedley